# تبادل التغذية (في الحشرات)

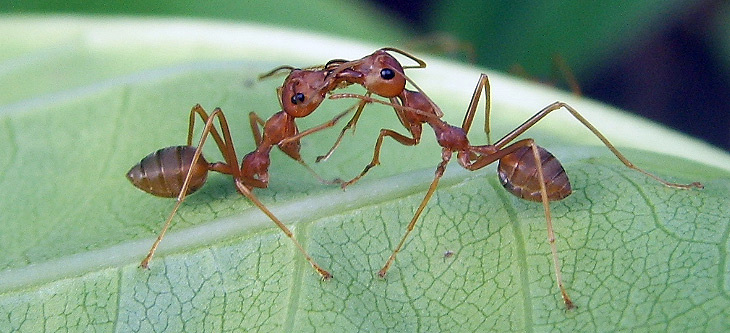
تبادل الغذاء في النمل الحائك الآسيوي الأسترالي O. smaragdina، تايلاند

تبادل التغذية أو التروفالاكسيس أو نَطاعُمٌ (بالإنجليزية: Trophallaxis) هو نقل الطعام أو السوائل الأخرى بين أفراد المجتمع من خلال التغذية من الفم إلى الفم (ثغيري) أو من فتحة الشرج إلى الفم (مشرجي). إلى جانب العناصر الغذائية، يمكن أن يشمل تبادل التغذية نقل جزيئات مثل الفيرومونات، والكائنات الحية مثل المتعايشين، والمعلومات لتكون بمثابة شكل من أشكال التواصل. يتم استخدام تبادل التغذية من قبل بعض الطيور والذئاب الرمادية والخفافيش مصاصة الدماء، وهو أكثر تطورًا في الحشرات الاجتماعية مثل النمل والدبابير والنحل والنمل الأبيض.

## علم أصول الكلمات
Tropho- (البادئة أو اللاحقة) مشتقة من الكلمة اليونانية troé، والتي تعني "التغذية". كلمة "allaxis" اليونانية تعني "التبادل". تم تقديم الكلمة من قبل عالم الحشرات ويليام مورتون ويلر في عام 1918.

## الأهمية التطورية
تم استخدام "تبادل التغذية" في الماضي لدعم النظريات حول أصل الاجتماعية في الحشرات. كما يعتقد عالم النفس وعالم الحشرات السويسري أوغست فوريل أن تقاسم الطعام كان أمرًا أساسيًا لمجتمع النمل واستخدم رسمًا توضيحيًا له كواجهة لكتابه "العالم الاجتماعي للنمل مقارنة بعالم الإنسان". سمح تبادل الأغذية المشرجي للنمل الأبيض بنقل السوط المحلل للسيلول مما جعل هضم الخشب ممكنًا وفعالًا. إلى جانب النشاط الاجتماعي، تطور تبادل الأغذية داخل العديد من الأنواع كوسيلة لتغذية البالغين و/أو الأحداث، بقاء الأقارب، نقل المتعايشين، نقل المناعة، التعرف على المستعمرة و التواصل العلفي. لقد تطور تبادل الأغذية كإستراتيجية طفيلية في بعض الأنواع للحصول على الطعام من مضيفها. يمكن أن يؤدي تبادل الأغذية أيضًا إلى انتشار المواد الكيميائية، مثل الفيرومونات، في جميع أنحاء المستعمرة، وهو أمر مهم في عمل المستعمرة الاجتماعية.
لقد تطورت الأنواع من الناحية التشريحية للسماح لها بالمشاركة في المغذي، مثل البروفينتريكولوس في محاصيل نمل فورميكا فوسكا. يعمل هذا الهيكل كصمام لتعزيز سعة تخزين الطعام. وبالمثل، فإن نحل العسل Apis mellifera قادر على بروز خرطومه وارتشاف الرحيق من الفك المفتوح للنحلة المانحة. كما تطورت آليات معينة لبدء عملية تقاسم الطعام، مثل استراتيجية الاستغلال الحسي التي تطورت في طفيليات حضنة الوقواق الشائعة. لقد طورت هذه الطيور فجوات ذات ألوان زاهية تحفز المضيف على نقل الطعام.

## اللافقاريات

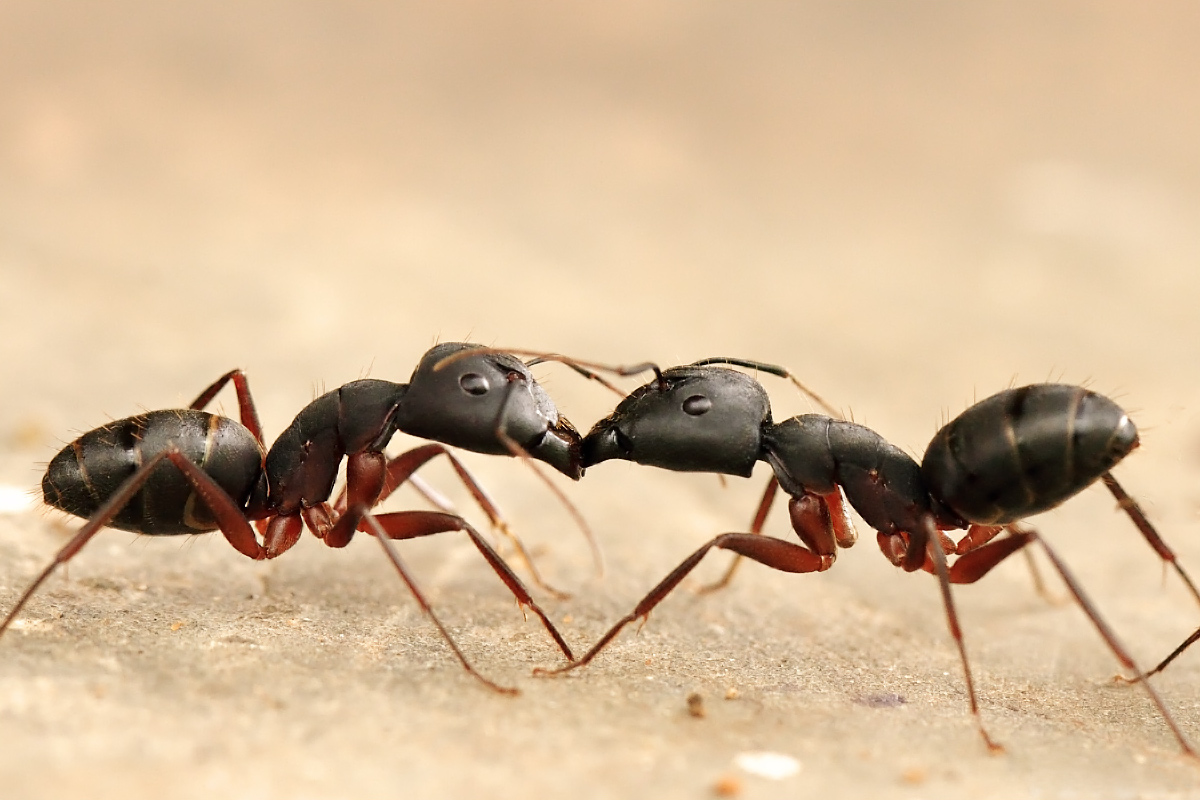
تبادل الغذاء في النمل الحفار Camponotus sp.

تبادل الغذاء هو شكل من أشكال التغذية الاجتماعية في العديد من الحشرات التي تساهم في تكوين الروابط الاجتماعية. يخدم تبادل الغذاء كوسيلة للتواصل، على الأقل في النحل، مثل ميجالوبتا جيناليس، والنمل. يعد تبادل الغذاء في ميجالوبتا جيناليس جزءًا من نظام التبادل الاجتماعي، حيث يكون النحل المهيمن عادةً هو متلقي الطعام. فهو يزيد من طول عمر النحل الذي لديه وصول أقل إلى الغذاء ويقلل من العدوان بين رفاق العش. في النمل الناري الأحمر، يقوم أفراد المستعمرة بتخزين الطعام في محاصيلهم ويتبادلون هذا الطعام بانتظام مع أعضاء المستعمرة الآخرين واليرقات لتشكيل نوع من "المعدة الجماعية" للمستعمرة. وينطبق هذا أيضًا على أنواع معينة من اللاسيوجلوسومات، مثل نحل العرق لاسيوجلوسوم هيميكالسيوم. غالبًا ما يتبادل لاسيوجلوسوم هيميكالسيوم الطعام مع الأعضاء الآخرين بغض النظر عما إذا كانوا زملاء في العش أم لا. وذلك لأن التعاون بين غير الأقارب يوفر فائدة أكبر من التكلفة للمجموعة.
تظهر العديد من الدبابير، مثل بروتوبوليبيا إكسيغوا وبيلونوجاستر بيتيولاتا، سلوك البحث عن الطعام حيث يؤدي البالغون عملية تبادل الغذاء مع البالغين وبين البالغين واليرقات. بروتوبوليبيا إكسيغوا تحمل الرحيق ولب الخشب والفريسة المتآكلة في محصولها من الحقل إلى العش لنقلها؛ من أجل بقاء اليرقات، فإنها تحمل كميات من الفرائس تتناسب مع كمية اليرقات الموجودة في العش. أدى تبادل الغذاء الطوعي في نحل زيلوكوبا العانة إلى سلوك حراسة العش الذي تشتهر به هذه الأنواع. يسمح هذا النوع من النحل لشخص بالغ بالبحث عن الطعام وإعادة الرحيق لبقية أفراد العش كوسيلة للدفاع المستمر عن العش مع الحصول على العناصر الغذائية لجميع أعضاء المستعمرة.
في النمل الأبيض، يعد المغذي المستقيمي أمرًا بالغ الأهمية لاستبدال التعايش الداخلي للأمعاء الذي يتم فقدانه بعد كل تساقط. يتم أيضًا نقل المتكافلات المعوية عن طريق المغذي الشرجي في النمل الأبيض والصراصير آكلة الخشب. يعد نقل تعايش الأمعاء في هذه الأنواع أمرًا ضروريًا لهضم الخشب كمصدر للغذاء. ينقل النمل الحفار المناعة من خلال التروفالاكسس عن طريق النقل المباشر للمواد المضادة للميكروبات، مما يزيد من مقاومة الأمراض والمناعة الاجتماعية للمستعمرة.
وفي بعض أنواع النمل، قد يلعب دورًا في نشر رائحة المستعمرة التي تحدد أعضائها.
يستخدم باحثو نحل العسل تبادل الغذاء في التعلم الترابطي لتكوين ذكريات شمية طويلة المدى، وذلك لتعليم زملائهم في العش سلوكيات البحث عن الطعام ومكان البحث عن الطعام.
بالإضافة إلى ذلك، تنخرط دبابير فيسبولا النمساوية أيضًا في التطفل كشكل من أشكال التطفل مع مضيفها للحصول على العناصر الغذائية. فيسبولا النمساوية هو نوع طفيلي إجباري يغزو أعشاش الأنواع المضيفة ويحصل على الطعام عن طريق تقييد المضيف بأرجله وإجبار المغذي.

## الفقاريات

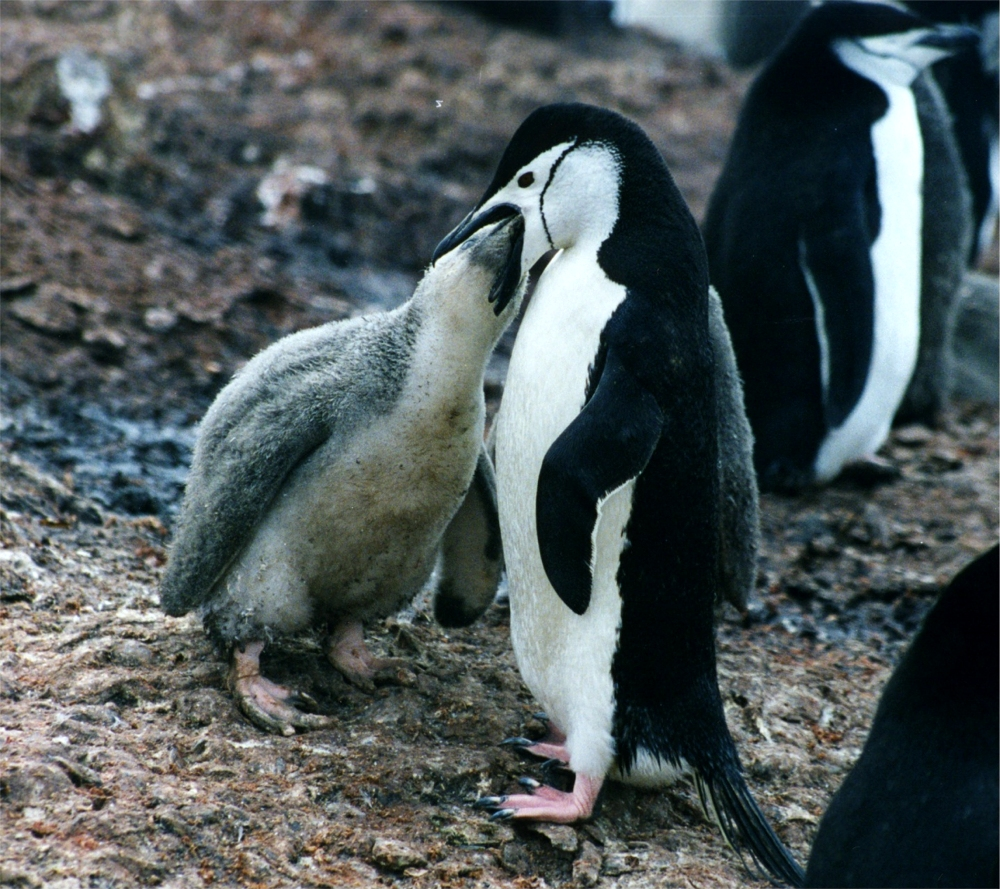
تقاسم الطعام بين طيور البطريق الأم وكتكوت Pygoscelis، القارة القطبية الجنوبية.

كما تقوم الفقاريات مثل بعض أنواع الطيور والذئاب الرمادية والخفافيش مصاصة الدماء بإطعام صغارها من خلال قلس الطعام كشكل من أشكال المغذي. يعد تقاسم الطعام في الفقاريات شكلاً من أشكال المعاملة بالمثل الذي تظهره العديد من الفقاريات الاجتماعية.
تنقل الذئاب البرية الطعام في معدتها إلى الجراء و/أو الإناث المتكاثرة وتشاركه عن طريق القلس، كشكل من أشكال المغذي. غالبًا ما تلعق الذئاب المتلقية أو تشم كمامة الذئب المتبرع لتنشيط القلس وتلقي العناصر الغذائية. تتشارك الخفافيش مصاصة الدماء الدم مع أقاربها عن طريق القلس كوسيلة لزيادة لياقتها من خلال اختيار الأقارب.
تتقيأ الطيور الطعام وتنقله مباشرة إلى أفواه نسلها كجزء من رعاية الوالدين، مثل " حليب المحصول " الذي تنقله أم الحمام الحلقي إلى أفواه صغارها. طفيل حضنة الوقواق هو نوع آخر من الطيور التي تشارك في المغذي. يستخدم طائر الوقواق التقليد، مثل تقليد ألوان قشر البيض وأنماط بيض المضيف، لوضع صغاره في عش الأنواع المضيفة حيث سيتم إطعامهم وتربيتهم دون أي تكلفة على أم الوقواق. يمكن لصغار الوقواق في كثير من الأحيان تقليد نداء التسول لعش كامل لصغار الأنواع المضيفة وقد تطورت فجوات ملونة بشكل مكثف؛ كلاهما يعمل كمحفزات خارقة للطبيعة ، مما يحفز الطائر المضيف على توصيل الطعام له على صغاره عبر التروفالاكس.

## أنظر أيضا
- النماذج التطورية لتقاسم الغذاء
- قلس (هضم)
- كائن حي خارق